# Leptosphaeria heterospora
Leptosphaeria heterospora är en svampart som först beskrevs av De Not., och fick sitt nu gällande namn av Niessl 1879. Leptosphaeria heterospora ingår i släktet Leptosphaeria och familjen Leptosphaeriaceae.   Inga underarter finns listade i Catalogue of Life.
I den svenska databasen Dyntaxa används istället namnet Lophiostoma heterosporum för samma taxon.  Arten är reproducerande i Sverige.